# 南屏山

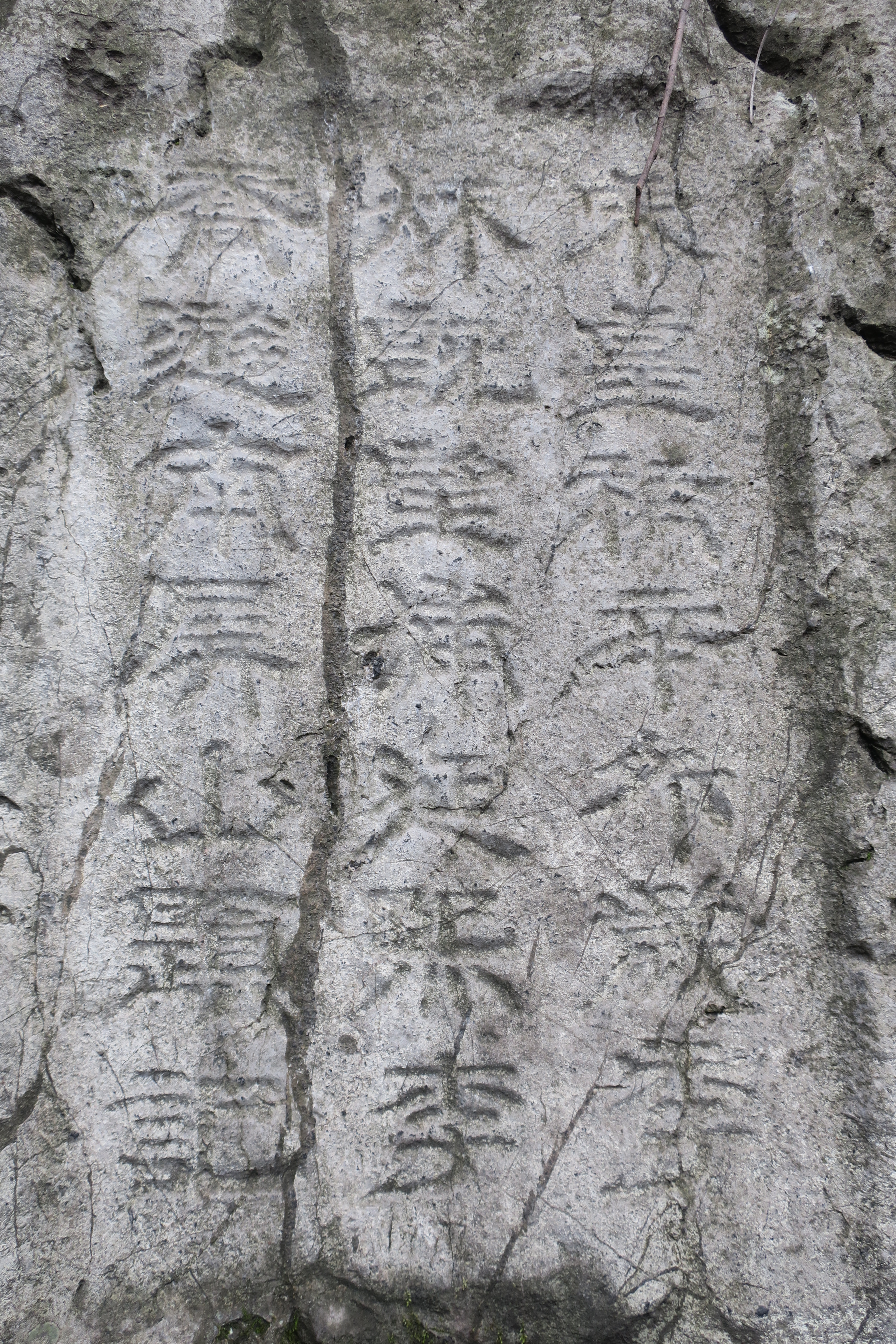
浦延熙李喬皇祐辛卯（1051）南屏山題名。位於小有天園遺址。

南屏山是杭州西湖南岸的山麓，位于玉皇山北面，九曜山东面。因位于杭州城市的南面，且石壁有如屏障，所以称为南屏山。因为旧时山上有许多寺庙，也称为佛国山。